# Serie C 1965-1966 (pallacanestro maschile)
Il campionato di Serie C di pallacanestro maschile 1965-1966 è stato il primo organizzato in Italia, dall'ultima riforma dei campionati.
Con la scomparsa delle Elette, la Serie C torna ad essere il terzo livello dopo Serie A e Serie B. La sconfitta perde d'importanza e da quest'anno non viene più assegnato un punto alle squadre perdenti. Le squadre partecipanti sono suddivise in 9 gironi su base regionale o interregionale. Le squadre classificate al primo posto di ogni girone accedono alla fase finale per decidere tre promozioni in Serie B. Le ultime tre squadre dei gironi retrocedono in Serie D.

## Girone A
|  |     | Classifica finale 1965-1966 | Pt | G  | V  | P  | PtF | PtS |
|  | --- | --------------------------- | -- | -- | -- | -- | --- | --- |
|  | 1.  | Alpan Casale                | 36 | 18 | 18 | 0  | -   | -   |
|  | 2.  | Tao Te Casale               | 24 | 18 | 12 | 6  | -   | -   |
|  | 3.  | CUS Torino                  | 22 | 18 | 11 | 7  | -   | -   |
|  | 4.  | Valtarese Borgotaro         | 18 | 18 | 9  | 9  | -   | -   |
|  | 5.  | Don Bosco Crocetta Torino   | 18 | 18 | 9  | 9  | -   | -   |
|  | 6.  | BC Loano                    | 14 | 18 | 7  | 11 | -   | -   |
|  | 7.  | Libertas Asti               | 14 | 18 | 7  | 11 | -   | -   |
|  | 8.  | US Coldirodese              | 14 | 18 | 7  | 11 | -   | -   |
|  | 9.  | Dinamo Sassari              | 10 | 18 | 5  | 13 | -   | -   |
|  | 10. | Sangiorgio Savona           | 10 | 18 | 5  | 13 | -   | -   |

## Girone B
|  |     | Classifica finale 1965-1966 | Pt | G  | V  | P  | PtF | PtS |
|  | --- | --------------------------- | -- | -- | -- | -- | --- | --- |
|  | 1.  | Candy Brugherio             | 32 | 18 | 16 | 2  | -   | -   |
|  | 2.  | Banco Ambrosiano Milano     | 28 | 18 | 14 | 4  | -   | -   |
|  | 3.  | Basket Como                 | 24 | 18 | 12 | 6  | -   | -   |
|  | 4.  | Ideal Standard Brescia      | 24 | 18 | 12 | 6  | -   | -   |
|  | 5.  | Bassi Lodi                  | 20 | 18 | 10 | 8  | -   | -   |
|  | 6.  | Falco Bolzano               | 18 | 18 | 9  | 9  | -   | -   |
|  | 7.  | Forti e Liberi Monza        | 12 | 18 | 6  | 12 | -   | -   |
|  | 8.  | Lamber Milano               | 10 | 18 | 5  | 13 | -   | -   |
|  | 9.  | Viganò Bergamo              | 6  | 18 | 3  | 15 | -   | -   |
|  | 10. | Virtus Padova               | 6  | 18 | 3  | 15 | -   | -   |

## Girone C
|  |     | Classifica finale 1965-1966 | Pt | G  | V  | P  | PtF  | PtS  |
|  | --- | --------------------------- | -- | -- | -- | -- | ---- | ---- |
|  | 1.  | Leacril Mestre Marghera     | 32 | 18 | 16 | 2  | 1137 | 979  |
|  | 2.  | Polisportiva Castelfranco   | 20 | 18 | 10 | 8  | 1180 | 1143 |
|  | 3.  | Centro Giovanile Bassano    | 20 | 18 | 10 | 8  | 1162 | 973  |
|  | 4.  | AP Treviso                  | 20 | 18 | 10 | 8  | 1137 | 1036 |
|  | 5.  | Don Bosco Trieste           | 18 | 18 | 9  | 9  | 1058 | 1063 |
|  | 6.  | Hausbrandt Trieste          | 18 | 18 | 9  | 9  | 1068 | 1042 |
|  | 7.  | Italsider Trieste           | 16 | 18 | 8  | 10 | 1094 | 1092 |
|  | 8.  | Virtus Murano               | 16 | 18 | 8  | 10 | 980  | 1014 |
|  | 9.  | Moretti Udine               | 15 | 18 | 8  | 10 | 1003 | 1019 |
|  | 10. | CRDA Monfalcone             | 4  | 18 | 2  | 16 | 910  | 1189 |

## Girone D
|  |     | Classifica finale 1965-1966 | Pt | G  | V  | P  | PtF | PtS |
|  | --- | --------------------------- | -- | -- | -- | -- | --- | --- |
|  | 1.  | Novatecne Porto San Giorgio | 28 | 18 | 14 | 4  | -   | -   |
|  | 2.  | Olimpia Ancona              | 22 | 18 | 11 | 7  | -   | -   |
|  | 3.  | Fulgor Fidenza              | 22 | 18 | 11 | 7  | -   | -   |
|  | 4.  | Adriatico Ancona            | 20 | 18 | 10 | 8  | -   | -   |
|  | 5.  | Quattro Torri Ferrara       | 18 | 18 | 9  | 9  | -   | -   |
|  | 6.  | Libertas Rimini             | 18 | 18 | 9  | 9  | -   | -   |
|  | 7.  | Salvarani Parma             | 18 | 18 | 9  | 9  | -   | -   |
|  | 8.  | Smeg Reggio Emilia          | 14 | 18 | 7  | 11 | -   | -   |
|  | 9.  | Atlas Bologna               | 14 | 18 | 7  | 11 | -   | -   |
|  | 10. | Sutor Montegranaro          | 6  | 18 | 3  | 15 | -   | -   |

## Girone E
|  |     | Classifica finale 1965-1966 | Pt | G  | V  | P  | PtF | PtS |
|  | --- | --------------------------- | -- | -- | -- | -- | --- | --- |
|  | 1.  | Juventus Pontedera          | 28 | 18 | 14 | 4  | -   | -   |
|  | 2.  | Kartos Montecatini          | 28 | 18 | 14 | 4  | -   | -   |
|  | 3.  | Esperia Cagliari            | 28 | 18 | 14 | 4  | -   | -   |
|  | 4.  | Mens Sana Siena             | 26 | 18 | 13 | 5  | -   | -   |
|  | 5.  | Labor Viareggio             | 20 | 18 | 10 | 8  | -   | -   |
|  | 6.  | Affrico Firenze             | 16 | 18 | 8  | 10 | -   | -   |
|  | 7.  | Alcione Chiavari            | 12 | 18 | 6  | 12 | -   | -   |
|  | 8.  | DDM La Spezia               | 12 | 18 | 6  | 12 | -   | -   |
|  | 9.  | Universitari Lucca          | 8  | 18 | 4  | 14 | -   | -   |
|  | 10. | CUS Firenze                 | 2  | 18 | 1  | 17 | -   | -   |

## Girone F
|  |     | Classifica finale 1965-1966 | Pt | G  | V  | P  | PtF | PtS |
|  | --- | --------------------------- | -- | -- | -- | -- | --- | --- |
|  | 1.  | Pallacanestro Latina        | 24 | 16 | 12 | 4  | -   | -   |
|  | 2.  | Fortitudo Roma              | 22 | 16 | 11 | 5  | -   | -   |
|  | 3.  | Cestistica Civitavecchia    | 18 | 16 | 9  | 7  | -   | -   |
|  | 4.  | Juventus Caserta            | 18 | 16 | 9  | 7  | -   | -   |
|  | 5.  | Libertas San Saba Roma      | 16 | 16 | 8  | 8  | -   | -   |
|  | 6.  | Virtus Piscinola Napoli     | 14 | 16 | 7  | 9  | -   | -   |
|  | 7.  | Irpinia Avellino            | 14 | 16 | 7  | 9  | -   | -   |
|  | 8.  | Aquila Cagliari             | 8  | 16 | 4  | 12 | -   | -   |
|  | 9.  | Fulgor Puteoli              | 0  | 16 | 5  | 11 | -   | -   |
|  | 10. | Gioventù Salerno            | -  | -  | -  | -  | -   | -   |

## Girone G
|  |     | Classifica finale 1965-1966 | Pt | G  | V | P | PtF | PtS |
|  | --- | --------------------------- | -- | -- | - | - | --- | --- |
|  | 1.  | US Roseto                   | 26 | 18 | - | - | -   | -   |
|  | 2.  | Convitto Nazionale Assisi   | 24 | 18 | - | - | -   | -   |
|  | 3.  | Teramo Basket               | 22 | 18 | - | - | -   | -   |
|  | 4.  | AMG Sebastiani Rieti        | 18 | 18 | - | - | -   | -   |
|  | 5.  | US Campli                   | 18 | 18 | - | - | -   | -   |
|  | 6.  | Ostiense Roma               | 16 | 18 | - | - | -   | -   |
|  | 7.  | Leo Terni                   | 16 | 18 | - | - | -   | -   |
|  | 8.  | CUS Perugia                 | 16 | 18 | - | - | -   | -   |
|  | 9.  | Libertas Pescara            | 12 | 18 | - | - | -   | -   |
|  | 10. | Stella Azzurra Chieti       | 6  | 18 | - | - | -   | -   |

- NB dal computo totale mancano 6 punti.

## Girone H
|  |     | Classifica finale 1965-1966 | Pt | G  | V  | P  | PtF | PtS |
|  | --- | --------------------------- | -- | -- | -- | -- | --- | --- |
|  | 1.  | Libertas Russo Foggia       | 30 | 18 | 15 | 3  | -   | -   |
|  | 2.  | Amatori Ricciardi Taranto   | 28 | 18 | 14 | 4  | -   | -   |
|  | 3.  | ENEL Bari                   | 28 | 18 | 14 | 4  | -   | -   |
|  | 4.  | NP Bari                     | 24 | 18 | 12 | 6  | -   | -   |
|  | 5.  | Vasco Monopoli              | 20 | 18 | 10 | 8  | -   | -   |
|  | 6.  | Basket Brindisi             | 18 | 18 | 9  | 9  | -   | -   |
|  | 7.  | Sporting Club Matera        | 14 | 18 | 7  | 11 | -   | -   |
|  | 8.  | Invicta Potenza             | 8  | 18 | 4  | 14 | -   | -   |
|  | 9.  | Basket Campobasso           | 8  | 18 | 4  | 14 | -   | -   |
|  | 10. | Stella Azzurra Matera       | 2  | 18 | 1  | 17 | -   | -   |

## Girone I

### Classifica
|  |     | Classifica finale 1965-1966        | Pt | G  | V  | P  | PtF  | PtS |
|  | --- | ---------------------------------- | -- | -- | -- | -- | ---- | --- |
|  | 1.  | US Palermo                         | 24 | 16 | 12 | 4  | 1033 | 721 |
|  | 2.  | AICS Reggio Calabria               | 22 | 16 | 11 | 5  | 905  | 789 |
|  | 3.  | GAD Etna Catania                   | 20 | 16 | 10 | 6  | 802  | 755 |
|  | 4.  | Libertas Agrigento                 | 18 | 16 | 9  | 7  | 817  | 750 |
|  | 5.  | Cestistica Trapani                 | 18 | 16 | 9  | 7  | 821  | 763 |
|  | 6.  | Sporting Club Messina              | 12 | 16 | 6  | 10 | 832  | 824 |
|  | 7.  | Diana Comiso                       | 12 | 16 | 6  | 10 | 695  | 869 |
|  | 8.  | Canottieri Castellammare del Golfo | 10 | 16 | 5  | 10 | 658  | 891 |
|  | 9.  | Amatori Ragusa                     | 7  | 16 | 4  | 12 | 632  | 697 |
|  | 10. | Virtus Reggio Calabria             | -  | -  | -  | -  | -    | -   |

### Risultati
| Risultati       | AGR   | CAS   | CAT   | COM   | MES   | PAL   | RAG   | REG   | TRA   |
| --------------- | ----- | ----- | ----- | ----- | ----- | ----- | ----- | ----- | ----- |
| Agrigento       |       | -     | -     | 60-35 | 62-28 | -     | -     | -     | 44-41 |
| Castellammare   | 64-57 |       | -     | -     | 51-44 | -     | -     | -     | 41-69 |
| Catania         | 62-39 | -     |       | 75-54 | 52-48 | -     | -     | 52-43 | 46-43 |
| Comiso          | -     | -     | -     |       | -     | -     | -     | -     | 49-46 |
| Messina         | -     | -     | -     | -     |       | -     | -     | -     | -     |
| Palermo         | -     | -     | -     | -     | 63-40 |       | 83-34 | 85-59 | 63-34 |
| Ragusa          | -     | 55-41 | -     | 27-48 | -     | -     |       | -     | 37-56 |
| Reggio Calabria | -     | 89-54 | -     | 68-42 | -     | -     | -     |       | 94-81 |
| Trapani         | 51-35 | 51-54 | 38-36 | -     | -     | 54-40 | 59-57 | -     |       |

## Finali promozione

### Girone A
|  |    | Classifica finale 1965-1966 | Pt | G | V | P | GF | GS |
|  | -- | --------------------------- | -- | - | - | - | -- | -- |
|  | 1. | Alpan Casale                | 8  | 4 | 4 | 0 | -  | -  |
|  | 2. | Leacril Marghera            | 2  | 4 | 1 | 3 | -  | -  |
|  | 3. | Candy Brugherio             | 2  | 4 | 1 | 3 | -  | -  |

### Girone B
|  |    | Classifica finale 1965-1966 | Pt | G | V | P | GF | GS |
|  | -- | --------------------------- | -- | - | - | - | -- | -- |
|  | 1. | Novatecne Porto San Giorgio | 6  | 4 | 3 | 1 | -  | -  |
|  | 2. | Juventus Pontedera          | 4  | 4 | 2 | 2 | -  | -  |
|  | 3. | US Roseto                   | 2  | 4 | 1 | 3 | -  | -  |

### Girone C
|  |    | Classifica finale 1965-1966 | Pt | G | V | P | GF | GS |
|  | -- | --------------------------- | -- | - | - | - | -- | -- |
|  | 1. | US Palermo                  | 4  | 4 | 2 | 2 | -  | -  |
|  | 2. | Pallacanestro Latina        | 4  | 4 | 2 | 2 | -  | -  |
|  | 3. | Libertas Russo Foggia       | 4  | 4 | 2 | 2 | -  | -  |

#### Spareggi
|  | Palermo | 56 – 51 | Libertas Russo Foggia |  |

|  | Libertas Russo Foggia | 53 – 51 | Latina |  |

|  | Latina | 60 – 59 | Palermo |  |

- Classifica:
  1. US Palermo 2 p. (diff. +4)
  2. Pallacanestro Latina 2 p. (diff. -1)
  3. Libertas Russo Foggia 2 p. (diff. -3)
- US Palermo promossa in Serie B per migliore differenza canestri.